# Матушевський Василь Федорович
Василь Федорович Матушевський (1909, Боярка, Київська губ. — 1941, Тайшет, Іркутська обл.) — будівельник. Наймолодшій син громадського діяча, публіциста, літературознавця, критика, дипломата Федора Матушевського та лікарки й громадської діячки Віри Матушевської.
Жертва сталінського терору.

## Життєпис
Народився 1909 року в Боярці Київської губернії був третьою дитиною в родині Матушевських.
Мав двох старших братів — Юрія (1905—1970-ті) та Бориса (1907—1977).
У роки Першої світової війни 1914 року родина переїздить до Києва, оселившись на вулиці Столипінській (нині Олеся Гончара), 2.
Закінчив Першу українську гімназію ім. Т. Г. Шевченка (за радянської влади — 1-ша українська Трудова школа ім. Т. Шевченка), під час навчання в якій разом з іншими заснував патріотичну організацію «Запорізька Січ», до лав Січі належали брат Борис, Ірина Стешенко, Ярослав Стешенко та ін. Після закінчення гімназії навчався в будівельній профшколі, а згодом до вступу в інститут Василя готував маляр Іван Їжакевич.
1925 року разом братом Борисом, Юрком Бобирем, Г. Слободяником, П. Нечипайлом під керівництвом небожа Сергія Єфремова Миколи Павлушкова брав участь у підготовці законспірованої організації — Спілка Української молоді, до якої також належали Володимир Юркевич, Данило Кикоть, Олена Буртан.
1927 року вступив до Київського художнього інституту на архітектурний факультет.
Після арешту в справі вигаданої в надрах ОДПУ Української СРР міфічної «Спілки визволення України» з травня 1929 р. чотири роки перебував у таборах Заполяр'я та на засланні в Архангельську (разом з ним в Архангельську був Петро Дурдуківський).
Восени 1936 року за підтримки видатних митців, зокрема, Фотія Красицького, Василя Кричевського, Михайла Ярового знову став студентом Київського художнього інституту. Навколо Василя, іноді в його домі, починає знову гуртуватися молодь з колишніх засланців і тих, хто залишався в Києві, зокрема, Іван Хоменко, Михайло Калиновський, Михайло Кривинюк, Михайло Крижанівський.
1937 року заарештований разом з матір'ю та висланий до Тайшета Іркутської області, де й загинув 1941 року.